# Alois Koudelka
Alois Koudelka (18. listopadu 1861 Kyjov – 9. prosince 1942 Brno) byl moravský farář a překladatel.

## Život
Narodil se v Kyjově, v rodině horníka Franze Kudelky a jeho manželky Mariany rozené Ježkové. Měl tři sestry: Annu (1864), Amalii (1867) a Florentinu (1870).
Roku 1879 vystudoval brněnské gymnázium. Poté vstoupil do biskupského alumnátu v Brně, kde se až do roku 1893 věnoval studiu teologie. V roce 1884 byl vysvěcen na kněze a posléze působil jako farář postupně v Rovečné, Bučovicích, Kobylí, Nikolčicích. Jeho posledním aktivním působištěm byla Prace u Slavkova, kde působil třicet let. Na odpočinek odešel do brněnského Augustinea, kde zemřel.
Koudelka překládal do češtiny z téměř třiceti jazyků. Používal pseudonymy A. K. Nikolčický, Bohuš Pracký, Al. Pakulas, Fokr Chdzudz a O. S. Vetti (podle bučovického literárního spolku Osvěta). Recenze podepisoval šifrou -osv-. Často publikoval v katolických Lidových listech a v brněnské Hlídce, měsíčníku vědeckém se zvláštním zřetelem k apologetice a filosofii, jejž vydával Pavel Julius Vychodil.

## Dílo

### Překlady
- Z jiných krajů: vybrané povídky pro mládež – vybral a přeložil; illustroval A. Brabenec. Brno: Benediktínská knihtiskárna, 1907
- Na táčkách u cizích spisovatelů: povídky. Díl 1. Brno: Benediktínská knihtiskárna, 191.
- Na táčkách u cizích spisovatelů: povídky. Díl 2–3. Brno: Benediktínská knihtiskárna, 1916
- Na táčkách u cizích spisovatelů: povídky. Díl 4–5. Brno: Benediktínská knihtiskárna, 1917–1918

#### Překlady zangličtiny
- Ben-Hur: povídka z doby Krista Pána – Lewis Wallace. Brno: J. Dvořák, 1889
- Dítko Marianské – Christian Reid. Praha: Václav Kotrba, 1892
- DICKENS, Charles. Román dvou měst. Praha: Grosmann a Svoboda, 1903
- Sirův syn, neboli, Historie Lazarova – J. E. Copus. Brno: Benediktínská knihtiskárna, 1909
- Socialisté: román – Charles Reade. Velké Meziříčí: Šašek, 1909

#### Překlad zarménštiny
- Sázka – Maria Sevadžianová; napsal i úvod; in: 1000 nejkrásnějších novel... č. 30. Praha: J. R. Vilímek, 1911

#### Překlady zestonštiny
- KALLAS (chybně LALLAS), Aino. Vojínova matka (Sojamehe ema). In: Na táčkách u cizích spisovatelů. Povídky II. Benediktinská knihtiskárna, Brno 1916, s. 93–98
- KALLAS, Aino. Smrt starého Orga. Vlast 44, 1927–1928, 1, s. 32–39
- KALLAS, Aino. Čínský osílek. Lidové listy 1925, 102, příl. Lidová beseda 34, s. 144
- KALLAS, Aino. Podloudník (z Mere tagant II). Lidové listy 1927, 216, příl. Lidová beseda, s. 1; 222, příl. Lidová beseda, s. 2–3
- KALLAS, Aino. Vojákova matka. Lidové listy 1925, 221, příl. Lidová beseda 44, s. 183–184
- LIIV, Jakob (LÜW, Jakub). Krvavý groš (Werehind, antologiast Wihud III, Reval 1908). In: Na táčkách u cizích spisovatelů. Povídky II. Benediktinská knihtiskárna, Brno 1916, s. 137–156
- LIIW, Juhan. Punnahoo Marri (správně Punasoo Mari) (Igapäevane lugu). In: Na táčkách u cizích spisovatelů. Povídky III. Benediktinská knihtiskárna, Brno 1916, s. 65–69
- PARIJOGI, Jüri. Babiččina smrt. Vlast 45, 1928–1929, 9–10, s. 411–417
- TAMMSAARE, A. H. Král a slavík. Lidové listy 1928, 89, příl. Lidová beseda, s. 3
- TAMMSAARE, A. H. Láska. Lidové listy 1925, 238, příl. Lidová beseda 47, s. 101
- TAMMSAARE, A. H. Slavík a květy. Lidové listy 1925, 244, příl. Lidová beseda 48, s. 205
- WILDE, Eduard. Usnutí v kočáře (z Kogutused Teosed). Lidové listy 8, 1929, 17, příl., s. 2–3

#### Překlady zfinštiny
- AHO, Juhani. Býk a mraveniště (Härkä ja muurahaiset). Právo lidu 10, 1901, 160, s. 1–2
- AHO, Juhani. Dvě čudské povídky (Maailman murjoma – Kuinka mkinä heräsin). Jan Otto, Praha 1898
- AHO, Juhani. Kniha o Finsku (Katajainen kansani). J. Otto, Praha 1901
- AHO, Juhani. Kolonista (Uudisasukas). In: Na táčkách u cizích spisovatelů. Povídky. Benediktinská knihtiskárna, Brno 1910, s. 111–116
- AHO, Juhani. Nes svůj kříž (z Lastuja IV). Vlast 42, 1925–1926, 1, s. 29–31, 2, s. 68–70
- AHO, Juhani. Pomsta pralesa (z Lastuja). In: PALLAS, Gustav. Mistři novelistiky světové. Seveřané. J. Otto, Praha 1921, s. 439–456
- ALKIO, Santeri. Veliký plat. Lidové listy 1925, 67, příl. Lidová beseda 13, s. 47–48
- JÄRNEFELT, Arvid. Dítě světla a štěstí. Besedy lidu 26, 1917–1918, 13, s. 161–164
- JÄRNEFELT, Arvid. Ořech (z Elämän meri). In: PALLAS, Gustav. Mistři novelistiky světové. Seveřané. J. Otto, Praha 1921, s. 459–470
- PÄIVÄRINTA, Pietari. Rancová Anna (Kontti-Anna). Lumír 21, 1893, 19, s. 222–227; 20, s. 235–236
- PAKKALA, Teuvo. Starý domov. Vlast 41, 1924–1925, 4, s. 178–182
- POHJANPÄÄ, Arvi. Kříž. Lidové listy 1923, 142, s. 9–10
- REIJONEN, Juho. Pekkův syn. Hlas národa 1897, 260, příl. Nedělní listy, s. 1–2
- REIJONEN, Juho. Kaaperiovy námluvy (Kaaperin kosinta). Květy 15, 1893, 12, s. 716–721
- REIJONEN, Juho. Povídky z Finska (Muistelma Savosta – Huonona aikana – Ensimmäiset ystäväni – Maisteri vai kirkkoherra?). F. Šimáček, Praha 1895
- REIJONEN, Juho. Slepice (Kanat). Hlas národa 1897, 228, 18.8., příl. s. 3; 229, 19.8., příl. s. 3
- REIJONEN, Juho. Útěcha. Lidové listy 1925, 78, příl. Lidová beseda 16, s. 59–60
- REIJONEN, Juho. Útěcha. Vesna 14, 1895, 40–41
- REIJONEN, Juho. V bídném roce. In: Na táčkách u cizích spisovatelů. Povídky. Benediktinská knihtiskárna, Brno 1910, s. 99–110
- TARVAS, Toivo. Lásky dar. Hlas národa 23, 1909, 245, příl. Nedělní listy, s. 3, 5. 9
- TARVAS, Toivo. Legendy – Scala santa – Kříž. Hlas národa 23, 1909, 259, příl. Nedělní listy, s. 3–4; 301, příl. Nedělní listy, s. 3–4
- VILKUNA, Kyösti. U Laponců. Lidové listy 1925, 131, příl. Lidová beseda, s. 117–118

#### Překlady zfrancouzštiny
- Tajuplný ostrov – Julius Verne; se 109 vyobrazeními P. Ferata. Praha: J. R. Vilímek, 1896/1897
- Povídky – Auguste le Châtelain. Praha: J. Otto, 1905
- Floréal: socialistický román – Roger des Fourniels. Brno: Benediktínská knihtiskárna, 1908

#### Překlad zchorvatštiny
- Okovy: povídka – Milena S. Pokupská. Praha: V. Kotrba, 1901

#### Překlady zislandštiny
- Most – Einar Hjörleifsson; napsal i úvod; in: 1000 nejkrásnějších novel... č. 11. Praha: J. R. Vilímek, 1911
- TRAUSTI, Jón. Světlo v kostelní věži. Lidové listy 1927, 297, příl. Lidová beseda, s. 21

#### Překlad zitalštiny
- Život svatého Aloisia Gonzagy – dle Virgillia Cepariho a jiných nejnovějších spisů. Brno: Dědictví sv. Cyrilla a Methoděje, 1891[4]
- Březen úctě sv. Josefa posvěcený: jedenatřicet rozjímání pro lid – Giovanni Bat. Rossi. Brno: Benediktínská knihtiskárna, 1906

#### Překlad zkatalánštiny
- Za to živobytíčko – José Pous y Pagés. Rokycany: Krameriova knihovna, 1915

#### Překlady zlotyštiny
- Bílý květ – Jānis Poruks; napsal i úvod; in: 1000 nejkrásnějších novel... č. 15. Praha: J. R. Vilímek, 1911
- Prūsa, Emilija. Polibek. Lidové listy 1929, 88, Lidová beseda, s. 2–3

#### Překlady zmaďarštiny
- Ztracená žena – Károly Vadnai. Praha: mezi 1895–1899
- BODOR, Ferencz. Dvojí Vánoce. Lidové listy 1925, 295, příl. Vánoční beseda 59, s. 258
- EÖTVÖS, Kádoly (Károly). Jak z jednoho prasete byla dvě. Lidové listy 1926, 1, příl. Lidová beseda 1, s. 2–3
- EÖTVÖS, Károly. Boronyova smrt. Lidové listy 1926, 31, příl. Lidová beseda 8, s. 38–39
- GÁRDONYI, Géza. Tetička Maří a strýček Štěpán. Lidové listy 1926, 73, příl. Lidová beseda 15, s. 94–95
- SÁRDONYI (GÁRDONYI), Géza. Divný příběh. Lidové listy 1926, 90, příl. Lidová beseda 18, s. 118–119
- HERCZEG, Ferencz. Číslo osmé. Lidové listy 1926, 90, příl. Lidová beseda 18, s. 11

#### Překlady znizozemštiny
- Blyskavý kohoutek: povídka – Jacobus Jan Cremer. Praha: Cyrillo-Methodějská knihtiskárna, 1888
- Fabrikantova dcera: povídka – Johanes Antonius Vesters. Praha: Václav Kotrba, 1899

#### Překlady znorštiny
Jasnovidec neboli obrázky z Norska, román – Jonas Lie. Praha: Alois Hynek 1888, pod pseudonymem O. S. Vetti

#### Překlad zpolštiny
- Antikrist – Jan Lada. Brno: Praha: Cyrillo-Methodějské knihkupectví, 1927

#### Překlad zrumunštiny
- Pop Tanda – Ioan Slavici; 1000 nejkrásnějších novel... č. 99. Praha: J. R. Vilímek, 1916

#### Překlad zeslovinštiny
- Jurij Kozják, slovinský janičar: historická povídka z 15. století – Josip Jurčič. Brno: Josef Barvič, 1894[5]

#### Překlad zesrbštiny
- Světlé obrázky – Dragutin J. Ilijć. Praha: F. Šimáček, 1896
- Světlé obrázky. 2 – Dragutin J. Ilijć. Praha: F. Šimáček, 1897

#### Překlady zešpanělštiny
- Kytka, kterou utrhl v zahradách – Caballero Fernán. Brno: 1884
- Alarcón. Marnotratnice: novella. Praha: F. Šimáček (Světozor), 1893. 209 S
- Několik povídek – Luis Coloma. Praha: V. Kotrba, 1895
- Žena – Ramiro Blanco; napsal i úvod; in: 1000 nejkrásnějších novel... č. 12. Praha: J. R. Vilímek, 1911
- Strach – Adrián Valle; napsal i úvod; in: 1000 nejkrásnějších novel... č. 15. Praha: J. R. Vilímek, 1911

#### Překlad zturečtiny
- Tetička Nakije – Hikmet Ahmed; in: 1000 nejkrásnějších novel... č. 9. Praha: J. R. Vilímek, 1911